# Традиционные китайские праздники

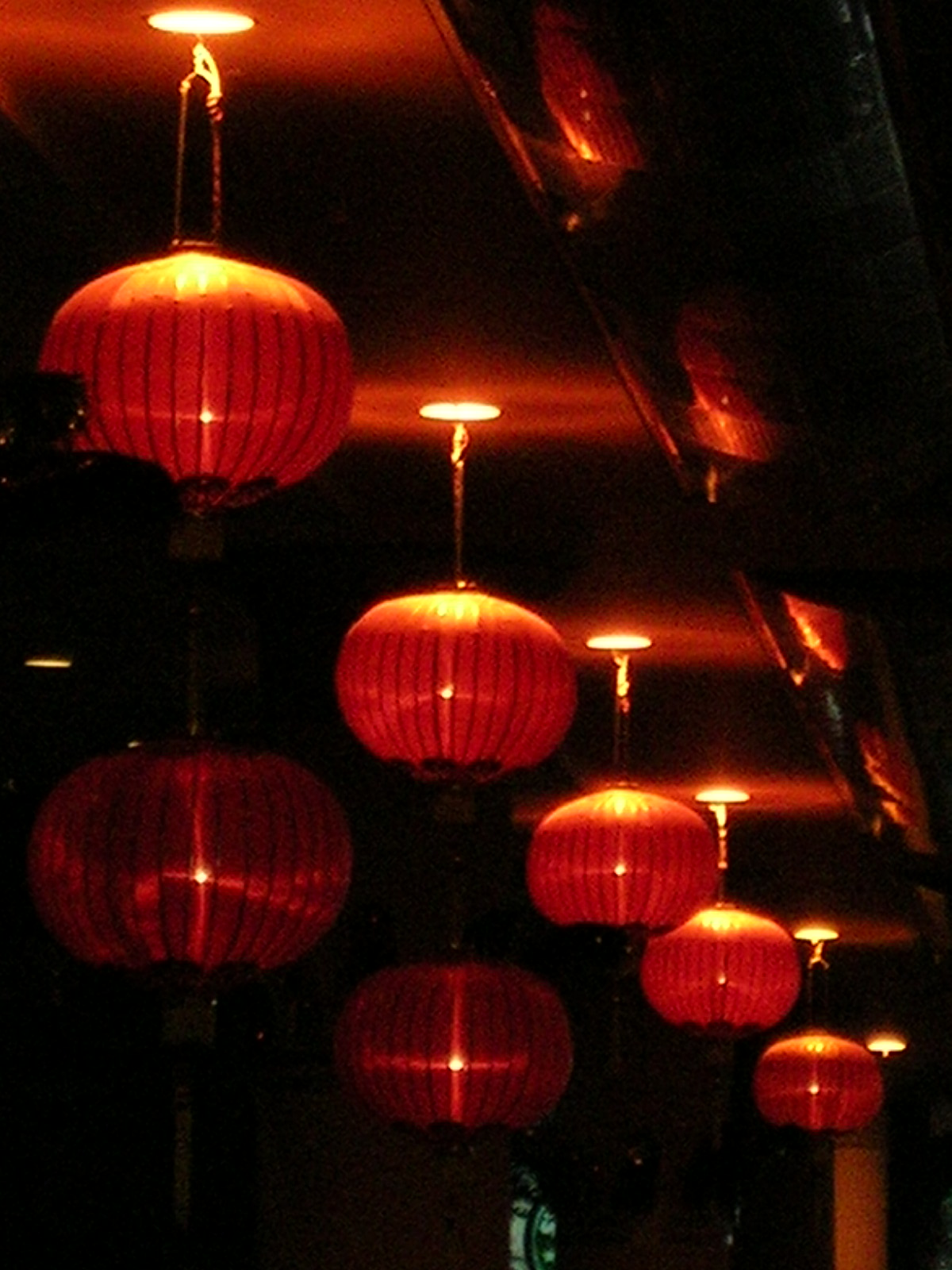
Китайские фонари — неотъемлемый атрибут многих национальных праздников Китая.

Традиционные китайские праздники имеют многовековую историю и богатое культурное содержание. Многие из них берут свои корни из древней китайской мифологии, другие же имеют вполне реалистические истоки, прежде всего, связанные с сельскохозяйственной деятельностью китайского народа. Практически все они за некоторыми исключениями привязаны к определённой дате китайского календаря.
Прообразы большей части традиционных китайских праздников возникли в эпоху династии Цинь (221-206 гг. до н.э.). С течением времени некоторые древние ритуалы преобразились в колоритные массовые празднования, а некоторые исчезли из обихода. Ниже приведены наиболее значимые праздники, которые отмечаются населением с давних времён и до наших дней.

## Список традиционных праздников Китая

### Китайский Новый год
В первый день китайского календаря (Праздник Весны) отмечается начало года. По мнению китайцев, в этот день начинается весна, происходит пробуждение природы, оживают земля и хранимые ею ростки жизни. В тесном семейном кругу зажигают благовония и фейерверки, которые призваны отпугнуть злых духов. Празднование китайского Нового года приходится на следующие дни григорианского календаря:
| 2019      | 2020      | 2021       | 2022      | 2023      |
| --------- | --------- | ---------- | --------- | --------- |
| 5 февраля | 25 января | 12 февраля | 1 февраля | 22 января |

### Праздник фонарей
Считается окончанием Праздника Весны (китайского Нового года) и отмечается 15-го числа 1-го месяца по лунному календарю. По обычаю, люди развешивают на улицах и в парках многоцветные фонари разных размеров. Праздник фонарей приходится на следующие дни григорианского календаря:
| 2006       | 2007    | 2008       | 2009      | 2010       | 2011       | 2012      | 2013       | 2014       | 2015    | 2016       | 2017       | 2018    | 2019       | 2020      | 2021       | 2022       |
| ---------- | ------- | ---------- | --------- | ---------- | ---------- | --------- | ---------- | ---------- | ------- | ---------- | ---------- | ------- | ---------- | --------- | ---------- | ---------- |
| 12 февраля | 4 марта | 21 февраля | 9 февраля | 21 февраля | 17 февраля | 6 февраля | 24 февраля | 14 февраля | 5 марта | 22 февраля | 11 февраля | 2 марта | 19 февраля | 8 февраля | 26 февраля | 15 февраля |

### День зимнего солнцестояния
День зимнего солнцестояния отмечается 22 или 23 декабря. В древнем Китае считали, что с этого времени, когда дни становятся длиннее, а ночи короче, мужская сила природы пробуждалась и давала начало новому циклу.

### День поминовения усопших
Также именуется Праздником чистого света или Днём душ. В этот день принято посещать могилы предков или национальных героев, приводить надгробья в порядок, возлагать цветы и жечь «жертвенные деньги» из бумаги в знак почтения памяти усопших. В настоящее время вместо посещения кладбищ более распространены загородные весенние прогулки, поэтому Цинмин имеет и другое название — День прогулки по первой траве. Отмечается на 104-й день после зимнего солнцестояния, что чаще всего приходится на 4 или 5 апреля.

### Праздник драконьих лодок

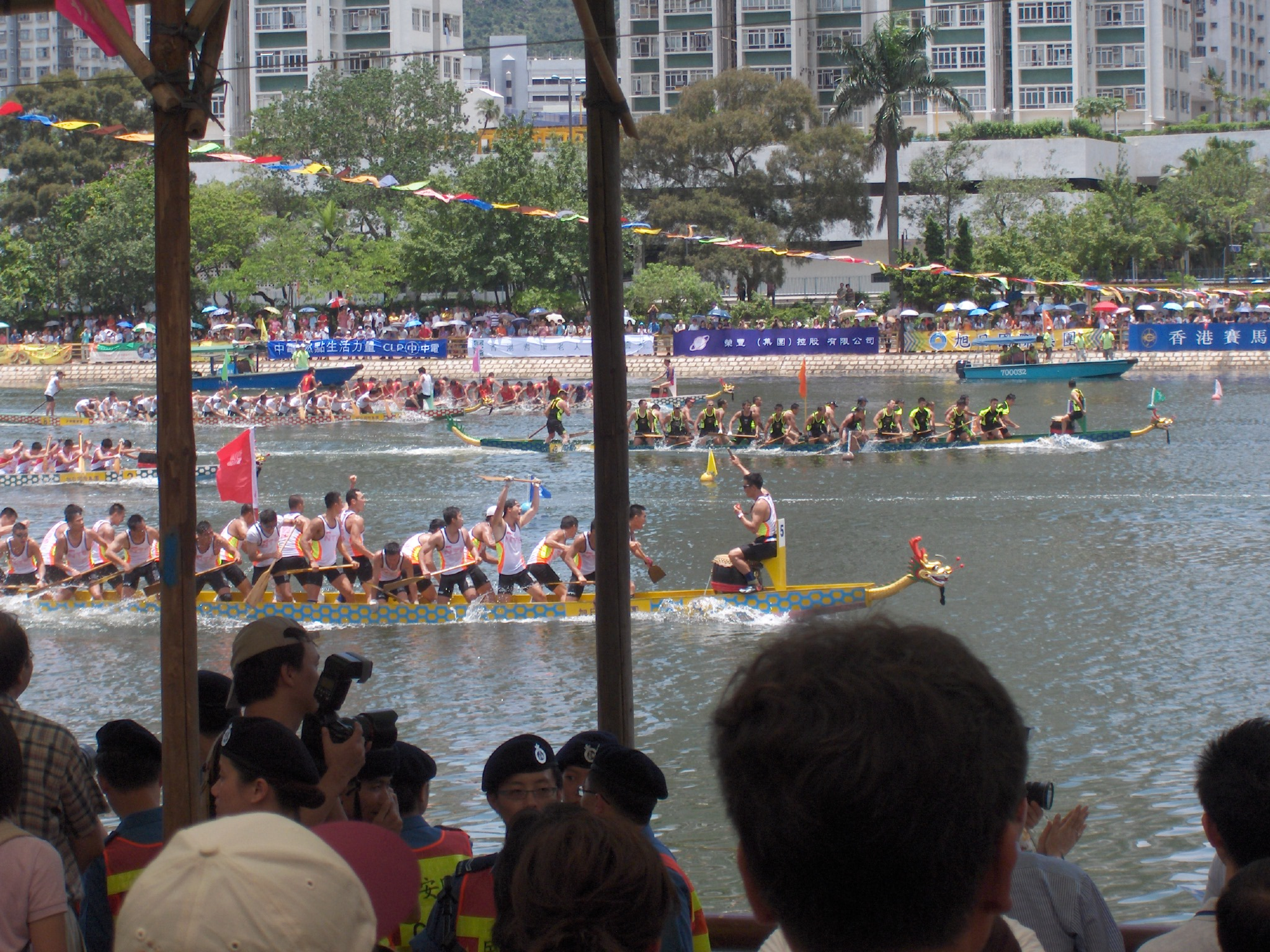
Гонки на драконьих лодках.

Приходится на 5-й день 5-го месяца по лунному календарю, поэтому также называется Праздником двух пятёрок. В народе есть несколько преданий о происхождении этого праздника. Одни считают, что он имеет отношение к древним обрядам поклонения жителей долины реки Янцзы Дракону. Но более вероятной считается версия, связанная с китайским поэтом-патриотом Цюй Юанем. Он являлся вельможей в царстве Чу в период воюющих царств. Несколько раз обращаясь к правителю о необходимости проведения административных реформ, он обратил на себя негодование других сановников, которые заставили Цюй Юаня покинуть столицу. Когда же войска соседнего царства ворвались в город, поэт узнал об этом и, не перенеся национального позора, покончил с собой, бросившись в реку. После его смерти 5-го дня 5-го месяца соплеменники долго искали тело при помощи лодок. С тех пор в этот день в Китае устраиваются речные гонки на национальных лодках.
Праздник приходится на следующие дни григорианского календаря:
| 2005    | 2006   | 2007    | 2008   | 2009   | 2010    | 2011   | 2012    | 2013    | 2014   | 2015    | 2016   | 2017   | 2018    | 2019   | 2020    | 2021    | 2022   | 2023    | 2024    | 2025   |
| ------- | ------ | ------- | ------ | ------ | ------- | ------ | ------- | ------- | ------ | ------- | ------ | ------ | ------- | ------ | ------- | ------- | ------ | ------- | ------- | ------ |
| 11 июня | 31 мая | 19 июня | 8 июня | 28 мая | 16 июня | 6 июня | 23 июня | 12 июня | 2 июня | 20 июня | 9 июня | 30 мая | 18 июня | 7 июня | 25 июня | 14 июня | 3 июня | 22 июня | 10 июня | 31 мая |

### Праздник влюблённых
Приходится на 7-й день 7-го месяца по лунному календарю, поэтому также называется Праздником двух семёрок. Празднование связано со старым трогательным преданием о любви пастуха к небожительнице, в связи с чем Цисицзе часто именуют китайским Днём Святого Валентина. Праздник приходится на следующие дни григорианского календаря:

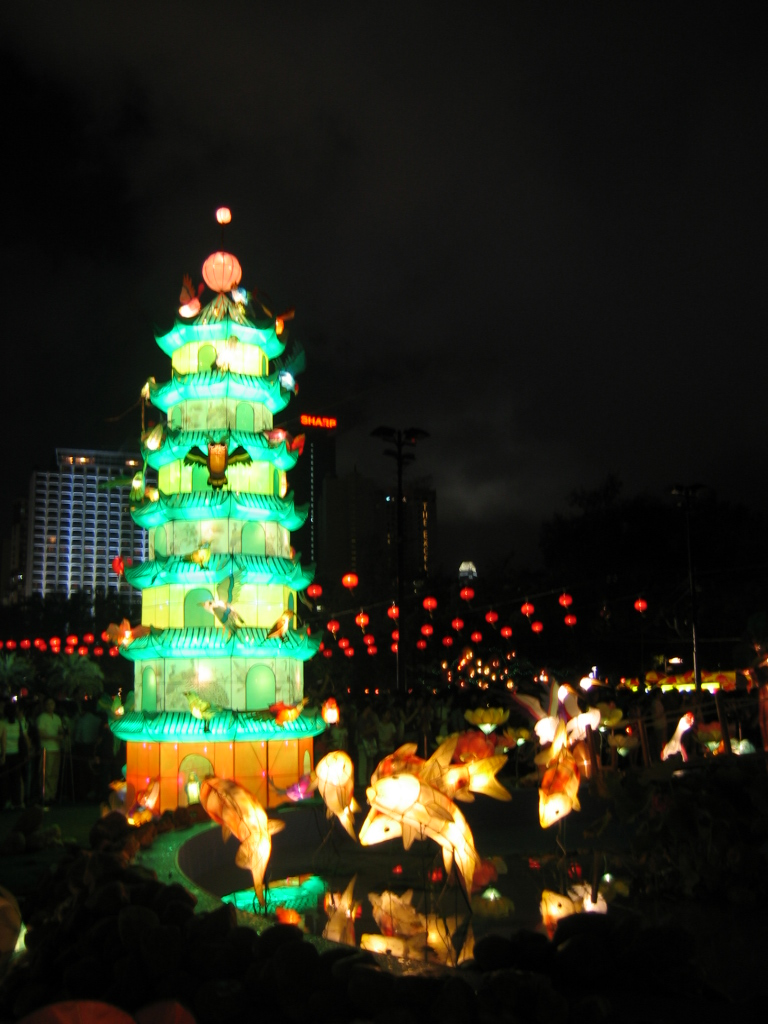
Празднование середины осени в Гонконге.

| 2006    | 2007       | 2008      | 2009       | 2010       | 2011      | 2012       | 2013       | 2014      | 2015       | 2016      | 2017       | 2018       | 2019      | 2020       | 2021       | 2022      | 2023       |
| ------- | ---------- | --------- | ---------- | ---------- | --------- | ---------- | ---------- | --------- | ---------- | --------- | ---------- | ---------- | --------- | ---------- | ---------- | --------- | ---------- |
| 31 июля | 19 августа | 7 августа | 26 августа | 16 августа | 6 августа | 23 августа | 13 августа | 2 августа | 20 августа | 9 августа | 28 августа | 17 августа | 7 августа | 25 августа | 14 августа | 4 августа | 22 августа |

### Праздник середины осени
Его называют также Праздником урожая, так как по времени он совпадает с окончанием уборочных работ. Кроме того, его называют Праздником богини луны. Древние народы, обитавшие в районах с жарким климатом, особенно почитали луну. После томительного дня, когда жар палящего солнца изнурял людей и животных до преправадела, ночь с её прохладой была блаженным временем отдыха. Полная луна считается символом благополучия и достатка. В этот день, приходящийся на полнолуние, собираются все члены семьи и устраивают ужин. Обязательным блюдом застолья являются «лунные пряники» из пшеничной муки с различной начинкой.
Этот праздник, знаменующий собой середину годичного цикла в представлении китайцев, по своей значимости уступает только Новому году. Он отмечается 15-го дня 8-го месяца по лунному календарю. Праздник середины осени приходится на следующие дни григорианского календаря:
| 2006      | 2007        | 2008        | 2009       | 2010        | 2011        | 2012        | 2013        | 2014       | 2015        | 2016        | 2017      | 2018        | 2019        | 2020      | 2021        | 2022        | 2023        |
| --------- | ----------- | ----------- | ---------- | ----------- | ----------- | ----------- | ----------- | ---------- | ----------- | ----------- | --------- | ----------- | ----------- | --------- | ----------- | ----------- | ----------- |
| 6 октября | 25 сентября | 14 сентября | 3 сентября | 22 сентября | 12 сентября | 30 сентября | 19 сентября | 8 сентября | 27 сентября | 15 сентября | 4 октября | 24 сентября | 13 сентября | 1 октября | 21 сентября | 10 сентября | 29 сентября |